# Agnes de Courtenay
Agnes av Courtenay, född 1136, död 1184, var en drottning av Jerusalem, gift 1157 med kung Amalrik I av Jerusalem. Hon blev förskjuten av Amalrik efter bara ett år som drottning, men hon hade en mäktig ställning som rådgivare åt sin son kung Balduin IV 1174-1184.

## Biografi
Agnes var dotter till greve Joscelin II de Courtenay av Edessa och Beatrice. År 1144 erövrades Edessa av muslimerna. Vid faderns död hade hon arvsrätt till Edessa efter sin bror. Hon gifte sig med Reynald av Marash, som avled 1149. Agnes var sedan antingen förlovad eller gift med Hugo av Ibelin. 1157 blev hon bortrövad av Jerusalems tronföljare Amalrik, som gifte sig med henne. 

### Drottning
Då Amalrik 1162 blev monark, ställde rådet kravet på skilsmässa från Agnes som villkor för att godkänna honom som monark. Det rådde oklarhet om huruvida hon hade varit förlovad eller gift med Hugo av Ibelin, och om äktenskapet med Amalrik alltså var bigami. Det är möjligt att rådet också ville bli kvitt eventuella ambitioner från hennes bror, som saknade egen makt, och att äktenskapet inte var fördelaktigt politiskt sedan Edessa erövrats. 
Amalrik gick med på rådets krav och 1163 godkände kyrkan en skilsmässa, officiellt på grund av otillåten släktskap, men dock med bibehållande av barnen som legitima. Agnes förlorade vårdnaden om barnen och återvände till Hugo av Ibelin. 
Efter Ibelins död gifte hon sig 1170 med Reginald av Sidon. Agnes var omtalad för att ha flera sexualpartners och ansågs ovärdig som Jerusalems drottning, men det är obekräftat hur sanna dessa rykten var.

### Kungamoder
När hennes son Balduin IV av Jerusalem blev monark 1174 återvände hon till Jerusalem och återknöt sin relation med honom. 
Hon och hennes bror blev Balduins rådgivare och utövade inflytande över politiken. Agnes följde Balduin till rådets sammanträden och ut i fält. Hon spelade en roll i arrangeradet av politiska äktenskap och utnämningen av ämbeten; år 1180 utnämnde hon Euracles av Caesarea till patriark i Jerusalem, något som ryktades bero på att hon hade ett förhållande med honom. 
Balduin IV gav på sin dödsbädd Agnes inkomsterna från Toron, men hon avled kort efter honom.

### Fotnoter
1. 1 2 3 4  The Peerage person-ID: p823.htm#i8226, läst: 7 augusti 2020.[källa från Wikidata]
2. 1 2 3  Darryl Roger Lundy, The Peerage.[källa från Wikidata]
3. ↑  ”Armenian Queens of Jerusalem”. PeopleOfAr. 5 november 2015. http://www.peopleofar.com/2015/11/05/armenian-queens-of-jerusalem/. Läst 11 augusti 2017.